# British Geological Survey
Le British Geological Survey (littéralement, « Institut d'études géologiques britannique ») est un organisme britannique fondé en 1835 qui se consacre aux sciences de la Terre, fondé par Henry De la Beche. Le siège se trouve à Keyworth, au Nottinghamshire. Il emploie environ 800 personnes.
Son activité est similaire à celle du BRGM en France.